# Agonoxena argaula
Agonoxena argaula là một loài bướm đêm thuộc họ Agonoxenidae. Nó được mô tả từ Fiji và được biết từ Guam, New Hebrides, Tonga, Samoa, Ellice, Wallis, Futuna, và đảo vòng Palmyra. Nó đã được ghi nhận ở Hawaii năm 1949. Nó đã được con người lan ra khu vực khác.
Ấu trùng ăn Chrysalidocarpus lutescens, Cocos nucifera, Hyophorbe amaricaulis, Kentia và Pritchardia. Đây là loài gây hại cây dừa và một số loài cây cọ khác.